# Wolfgang Tillmans
Wolfgang Tillmans (Remscheid, Njemačka, 16. kolovoza 1968.) njemački je umjetnik. Glavno mu je područje djelovanja umjetnička fotografija. Živi u Berlinu i Londonu. Dobitnik je Turnerove nagrade 2000. godine.

## Vanjske poveznice
- TASCHEN - Wolfgang Tillmans, truth study center  Arhivirana inačica izvorne stranice od 7. svibnja 2009. (Wayback Machine) (engl.)